# Сазоново (Калужская область)
Сазоново— деревня в Медынском районе Калужской области России, входит в состав сельского поселения «Деревня Брюхово».

## Этимология
Ойконим происходит от  личного(некалендарного)имени первопоселенца Сазон — формы православного имени Созонт.

## География
Стоит на левом берегу реки Бычек. Рядом — Егорье и Троицкое. Рядом (300 м на северо-восток) — разрабатываемое карьерным способом месторождение песчано-гравийной материала  Сазоновское-2

## История
В 1782 году Сазонова — деревня Медынского уезда, на левом берегу реке Малая Рутца (сейчас Бычек) и безымянного отвершка (ответвления оврага). Вместе селом Алемна и другим деревня принадлежала Коллегии экономии синодального правления.
По данным на 1859 год Созонова — казённая деревня Медынского уезда, расположенная по левую сторону тракта из Медыни в Верею. В ней 38 дворов и 250 жителей.
После реформ 1861 года вошла в Кременскую волость. Население в 1892 году — 263 человека, в 1913 году — 302 человека.